# Балакирево (Мышкинский район)
Балакирево — деревня в Мышкинском районе Ярославской области России. 
В рамках организации местного самоуправления входит в Приволжское сельское поселение, в рамках административно-территориального устройства — в Рождественский сельский округ.

## География
Расположена на речке Пойга, в 121 километре к западу от центра города Ярославля и в 36 километрах к юго-западу от города Мышкин.

## Население
| 2007 | 2010 |
| ---- | ---- |
| 154  | ↘110 |

Согласно результатам переписи 2002 года, в национальной структуре населения русские составляли 100 % из 154 жителей.